# Ptak Zimbabwe

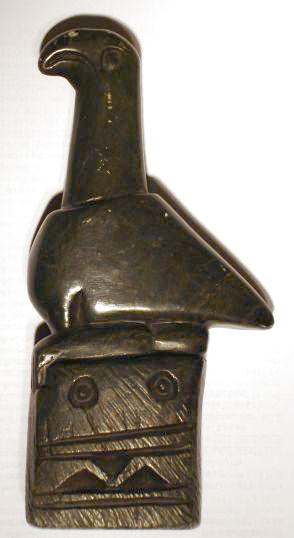
Ptak Zimbabwe

Ptak Zimbabwe – wykuta w kamieniu przez miejscowy lud figura ptaka, odnaleziona w Wielkim Zimbabwe. Przypomina ona orła kuglarza siedzącego na tronie. Ptak Zimbabwe jest obecnie jednym z symboli kraju i widnieje na flagach i godłach z tamtych okolic, ale już w kolorze złota. Gdy istniała Rodezja Południowa (potem przekształcona w Rodezję), na jej flagach, godłach i monetach widniał Ptak Zimbabwe. Obecnie jest on także na monetach, fladze i godle Zimbabwe. Symbolizuje on tam kulturę i historię krajów.